# 塩化鉛(IV)
塩化鉛(IV)（えんかなまり よん、英語: lead(IV) chloride）または、四塩化鉛（しえんかなまり、英語: lead tetrachloride）は、化学式が PbCl4 で表される無機化合物である。黄色の油状液体で、0℃以下で安定で50℃で分解する。鉛を中心原子とする四面体形分子構造をとる。Pb-Clの共有結合は247 pm、結合エネルギーは243 kJ・mol−1と測定されている。

## 合成
塩化鉛(IV)は、塩素ガスの存在下、塩化鉛(II)と塩酸を反応させることで合成することができ、クロロ鉛酸 (H2PbCl6) が生成する。塩化アンモニウムを加えてアンモニウム塩 ((NH4)2PbCl6) に変換する。最後に、溶液を濃硫酸で処理し、塩化鉛(IV)を分離する。これらの反応は0℃で行われる。
PbCl
2 + 2HCl + Cl
2 → H
2PbCl
6
H
2PbCl
6 + 2 NH
4Cl → (NH
4)
2PbCl
6 + 2HCl
(NH
4)
2PbCl
6 + H
2SO
4 → PbCl
4 + 2HCl + (NH
4)
2SO
4

## 水との反応
他の第14族元素（炭素族元素）の塩化物である四塩化炭素とは異なり、塩化鉛(IV)は水と反応する。これは中心原子が大きく（鉛は炭素より大きい）、立体障害が少なく水が容易にアクセスできるためである。また、Pb原子には空のd軌道が存在するため、Pb-Cl結合が切れる前に酸素が結合することができ、エネルギーが少なくて済む。
PbCl
4 + 2H
2O → PbO
2 
(s) + 4HCl 
(g)

## 安定性
塩化鉛(IV)は、塩化鉛(II)と塩素ガスに分解する傾向がある。
PbCl
4 →  PbCl
2 + Cl
2 
(g)
この反応は爆発的に進行する可能性があり、-80℃の純硫酸下で暗所に保管するのが最適であるという報告がある。
酸化数 +4 の安定性はこの元素族の下に行くほど低下する。したがって、四塩化炭素は安定な化合物であるが、鉛では +2 の酸化数が優先され、PbCl4はすみやかにPbCl2になる。実際、不活性電子対効果により +2 の酸化数を優先する。鉛原子は最外殻のp電子をすべて失い、安定して満たされたSサブシェルを持つことになる。

## 毒性
鉛は蓄積毒である。鉛の発癌性については限られた証拠しか示されていないが、「発がん性物質に関する報告書 第12版」（2011年）によると、塩化鉛(IV)は他のすべての鉛化合物と同様に「ヒトに対して発がん性があると合理的に予測される」とされている。鉛は主に吸入であるが、経口摂取や皮膚接触など、複数の経路で体内に吸収される。鉛化合物は催奇形物質でもある。